# Вітраж

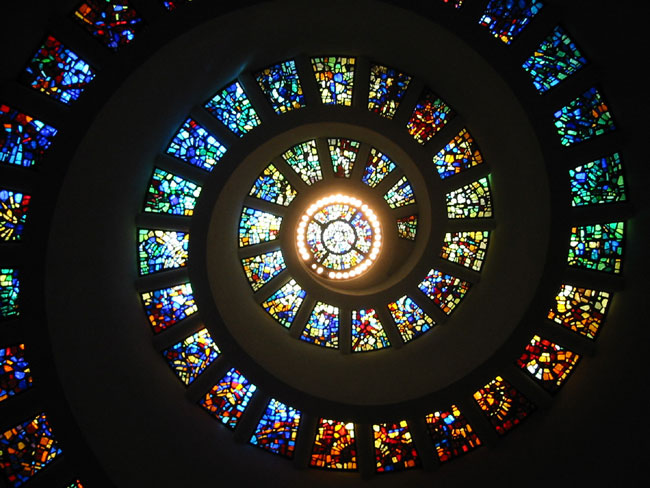
Каплиця з вітражами (США)

Вітра́ж (фр. vitrage, від лат. vitrum — «скло») — сюжетна декоративна композиція зі скла та інших матеріалів, що пропускають світло.

## Виготовлення
Вітраж — декоративний елемент у прикрашенні вікон з декоративною метою, або як засіб, коли необхідно приховати невдалий вид з вікна, (наприклад, глуху стіну сусіднього будинку на віддалі 2-3-х метрів між будівлями). Виготовляється із кольорового скла, або кольорового оргскла, перегородки між такими скляними елементами з'єднуються. Раніше для з'єднання використовували олово, свинець, як метали, що легко піддавались обробці. Зараз елементи скла можуть фіксуватись на міцній клеєвій основі. Як правило, відповідно до однієї з технік, викладається вітраж на готовому листі скла, з маленьких шматочків скла. З'єднання між шматочками скла застигають, та фарбуються в чорний колір. За вікном з вітражем може використовуватись штучна підсвітка.
Різновидом вітража є ф'юзинг, коли для з'єднання кольорових шматочків скла використовується спікання без застосування металевих або клейових перегородок.

## Історія
Вітражі у вікнах готичних соборів застосовувались не лише з естетичних міркувань, а й у зв'язку з невмінням середньовічних майстрів виплавляти якісне скло великих масштабів. Були відомі ще в давньому Єгипті.
Колір у сакральному вітражі має символічне значення, але головна функція його — творення містичної атмосфери. Гра світла, що проникає крізь вікна сакральної споруди має доповнювати відчуття побожності, благоговіння створених масштабом, декором і багатократно підкресленим спрямуванням святині вгору, до неба. В поєднанні з латиномовною службою та григоріанським хором готичний вітраж творив середньовічну людину — аскетичну, побожну, покірну церкві, як установі.

### Середньовіччя
Орнаментальні вітражі вже в романську добу співіснували з вітражами сюжетними. Серед початківців — вітражні майстри Німеччини та Франції.
Особливе місце у створенні вітражів доби готики посіла Франція, країна, де готична архітектура фактично народилася і яку сусідні країни вважали зразковою. Чим більшими ставали вікна готичних соборів, тим більшими ставали і вітражі. Доля монументального живопису на стінах готичних соборів значно зменшується через фактичне щезання стіни, прорізаної стрілчастими вікнами. Вікна готичного собору Нотр-Дам-де-Парі вже були 12 метрів заввишки. Але вітражі XIII століття в соборі були пізніше знищені. Роль монументального живопису беруть на себе вівтарні картини і частково — сюжетні вітражі.
Вітражами прикрашали не тільки собори, а й невеликі каплиці в замках вельмож та короля. Найбільш уславлена — Сент-Шапель у Парижі, побудована у 1243—1248 роках. Каплиця має високі підмурки, тоді як верхня частина — справжній архітектурний ліхтарик, стіни якого цілком заповнені вітражами.

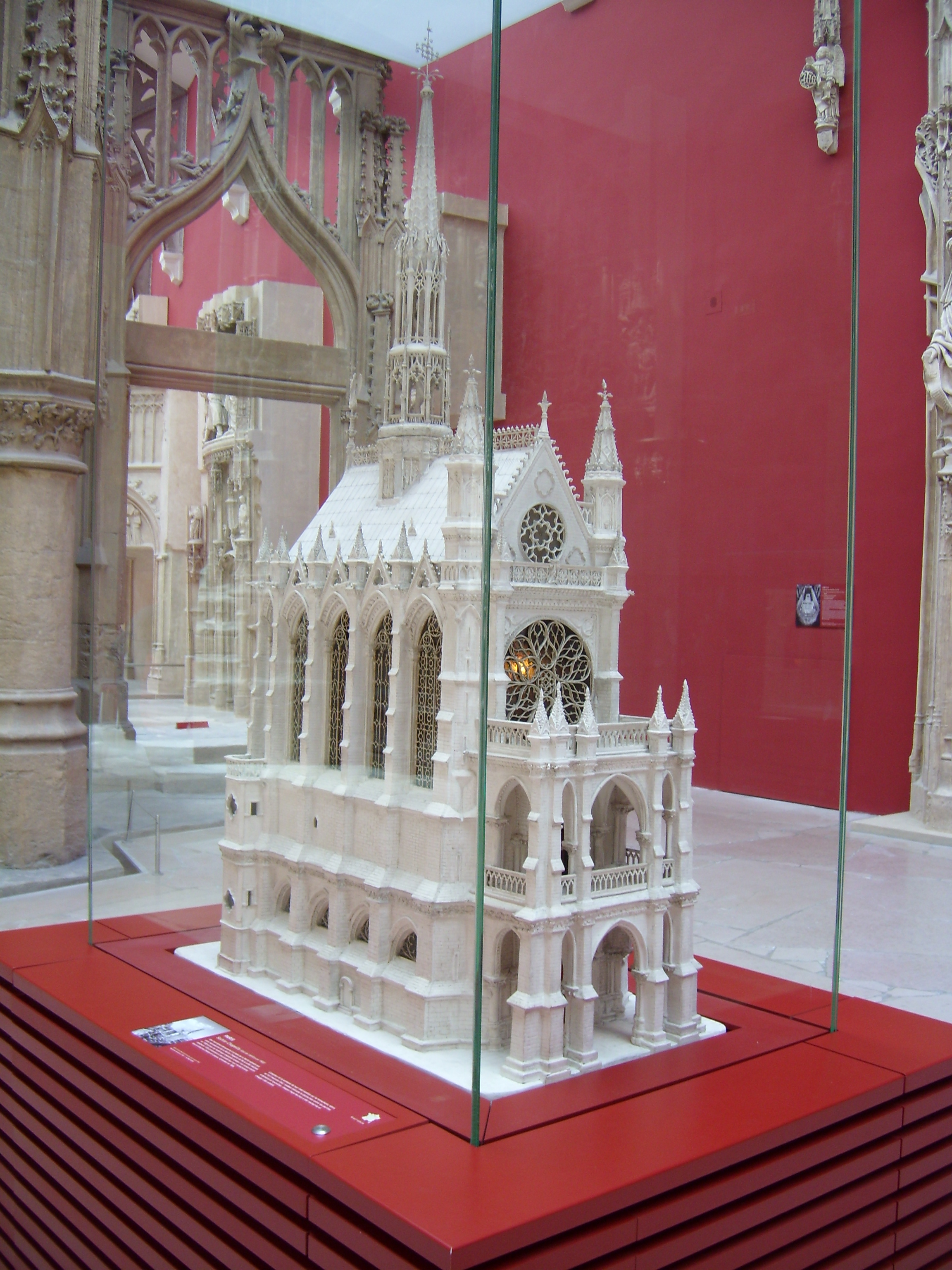
Модель Сен-Шапель
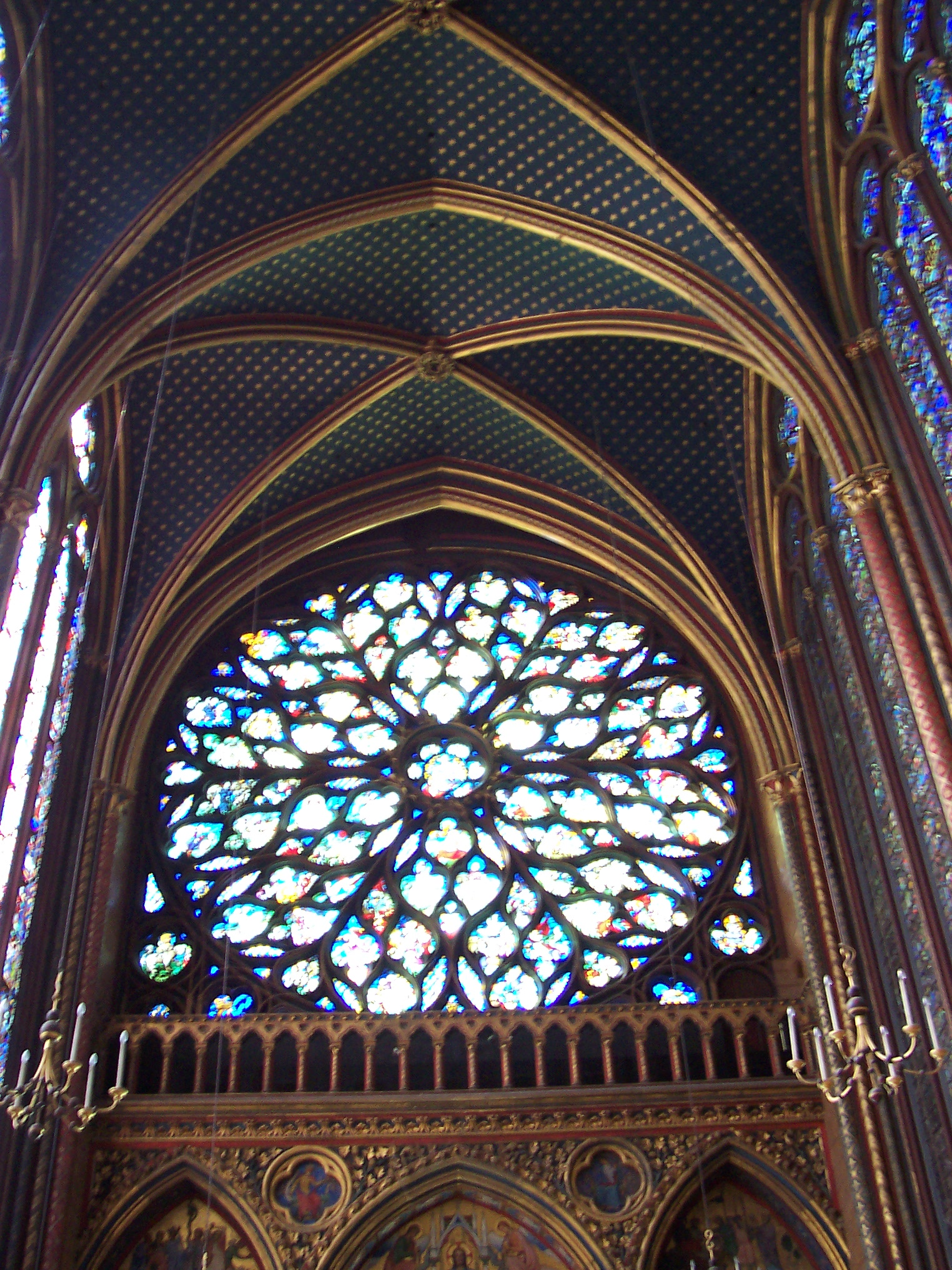
Так звана троянда Сен-Шапель( кругле вікно-вітраж)
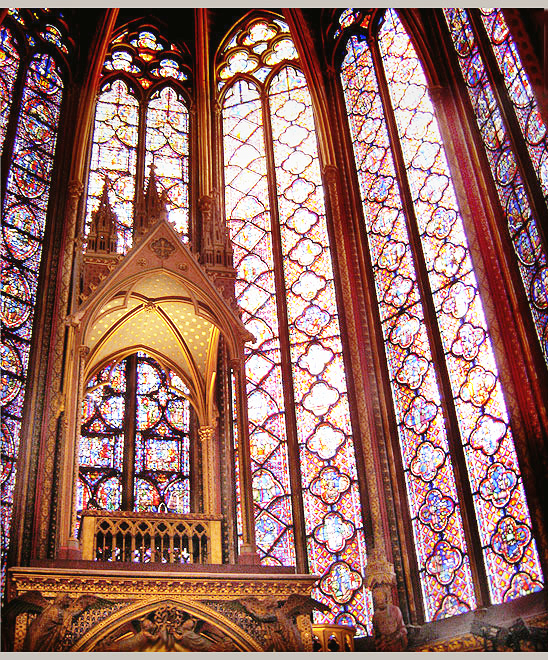
Вівтарна частина Сен-Шапель
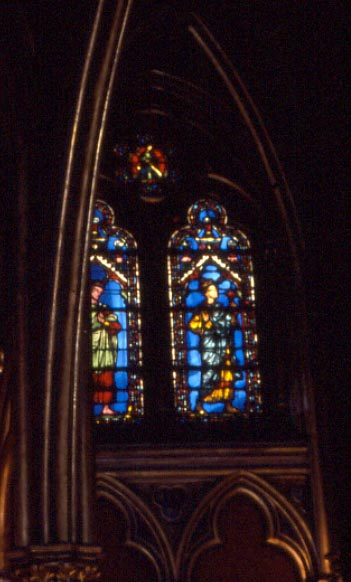
Стародавні вітражі Сен-Шапель
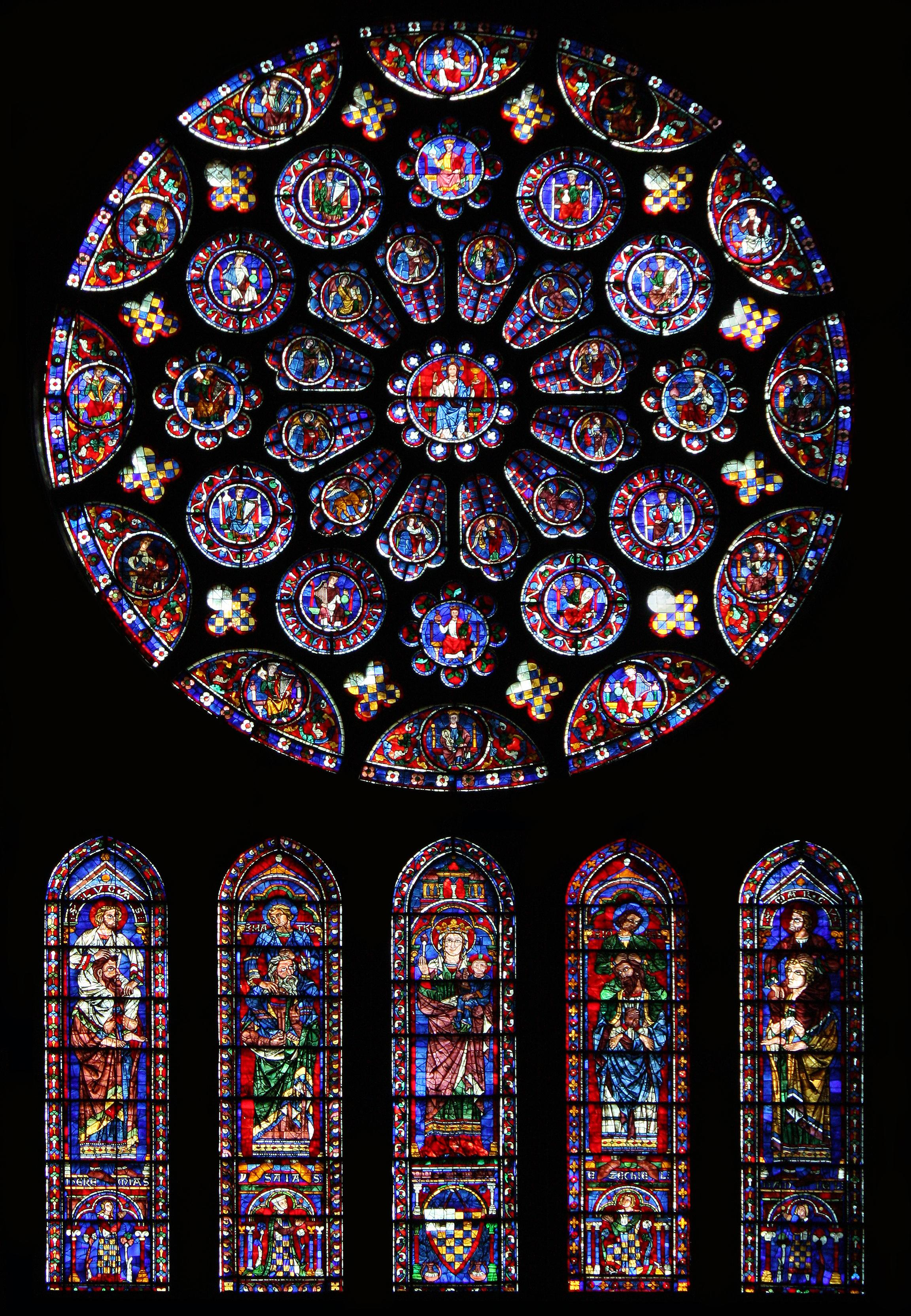
Готичні вітражі південної троянди Шатрського собору.

Значна коштовність виготовлення — не зупиняла. Аби прикрасити Шартрський собор вітражами, об'єдналися 43 ремісничі корпорації міста. Ремісники, однак, наказали майстрам зробити вставки в храмові вітражі — сцен праці ремісничих корпорацій та їх емблеми. Замовники-винороби вітражів Мана домовилися жертвувати храму саме вітражі, а не свічки, бо зголосилися, що свічки прогорять та зникнуть, а вітражі сяятимуть своїм світлом довгі роки.
Будівники найперше виводили стіни та склепіння, що давало можливість працювати під дахом і вимостити підлогу, вставити вітражі у вікна, обладнати інтер'єр.

### Фламандські

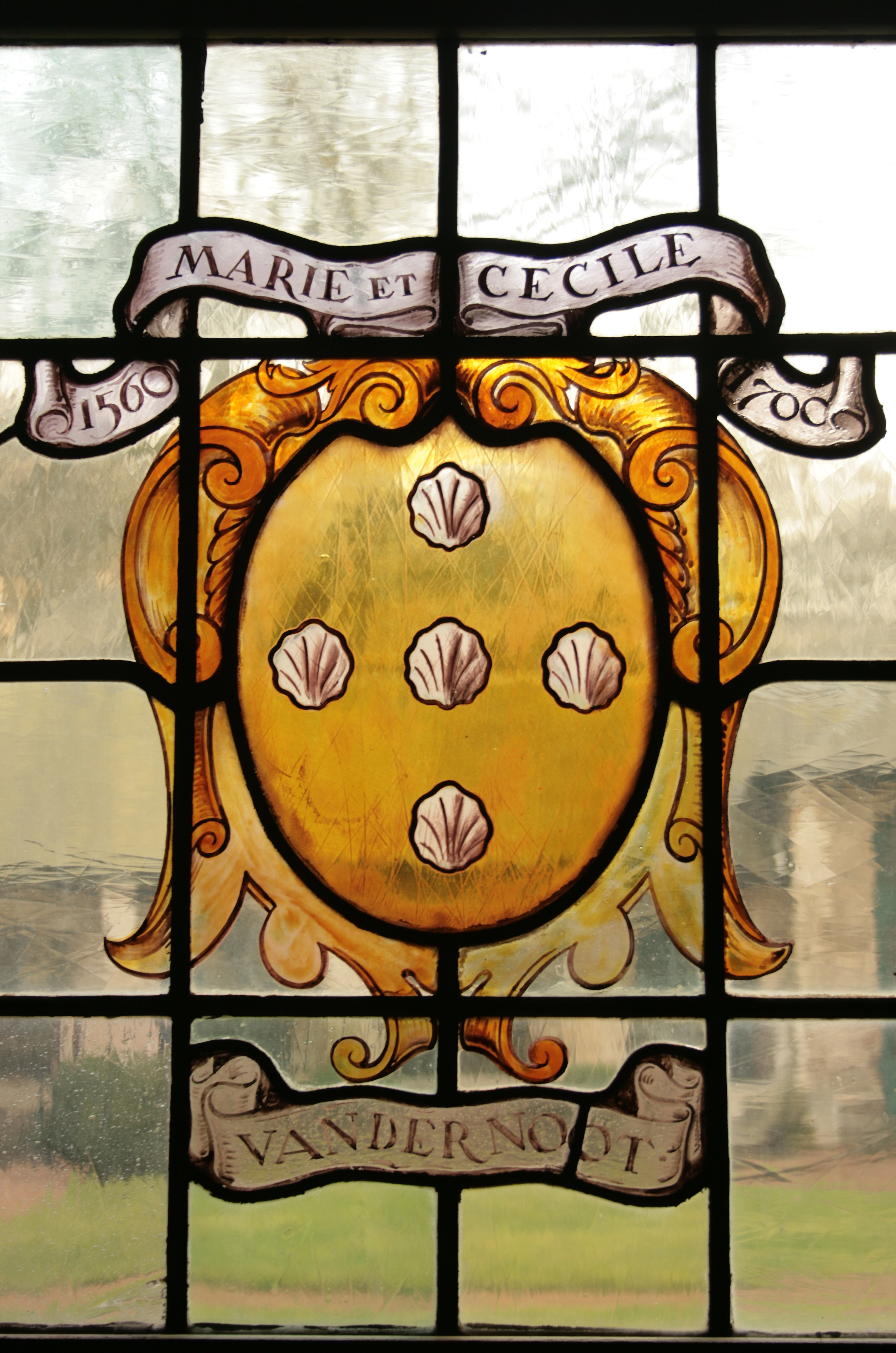
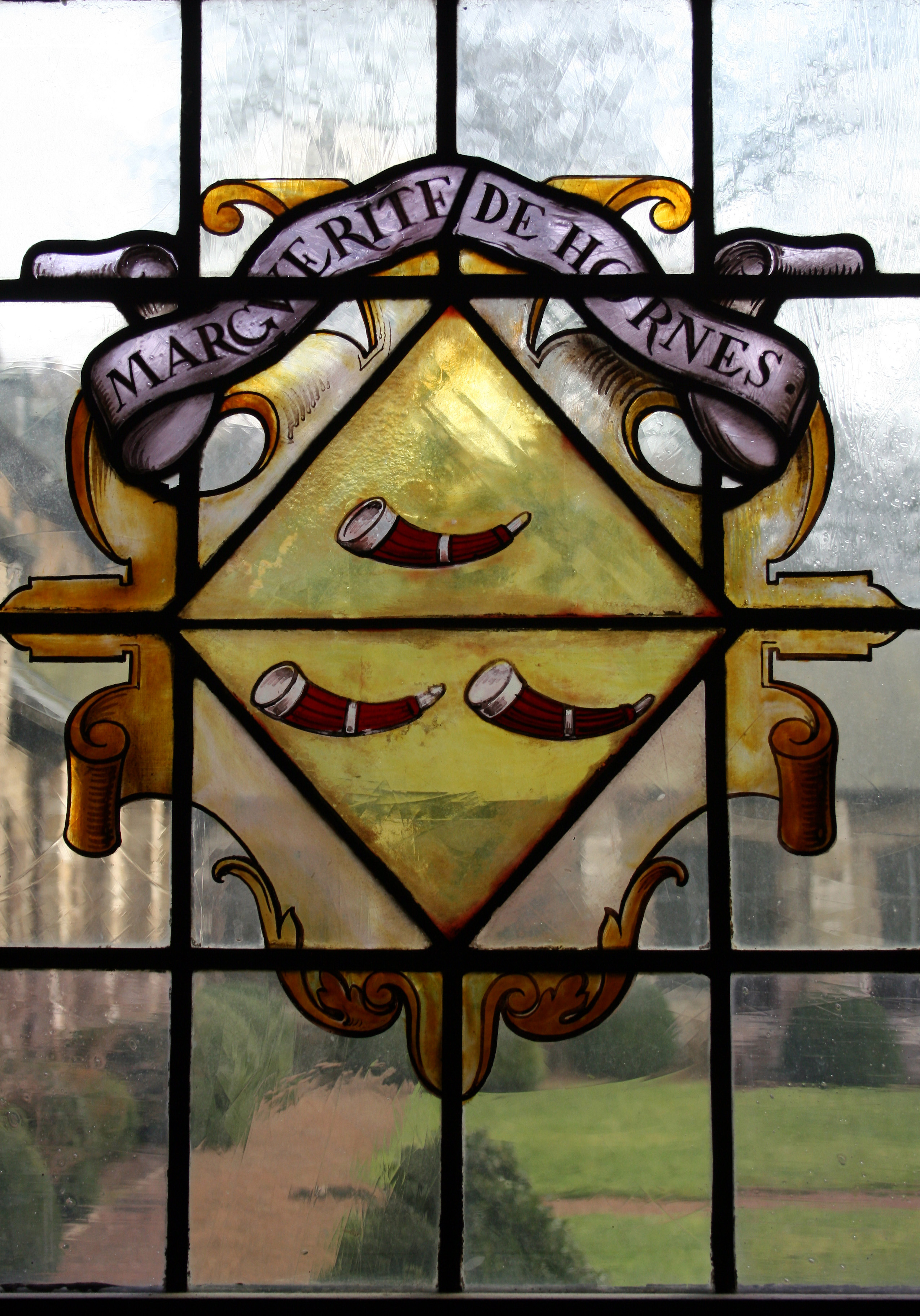
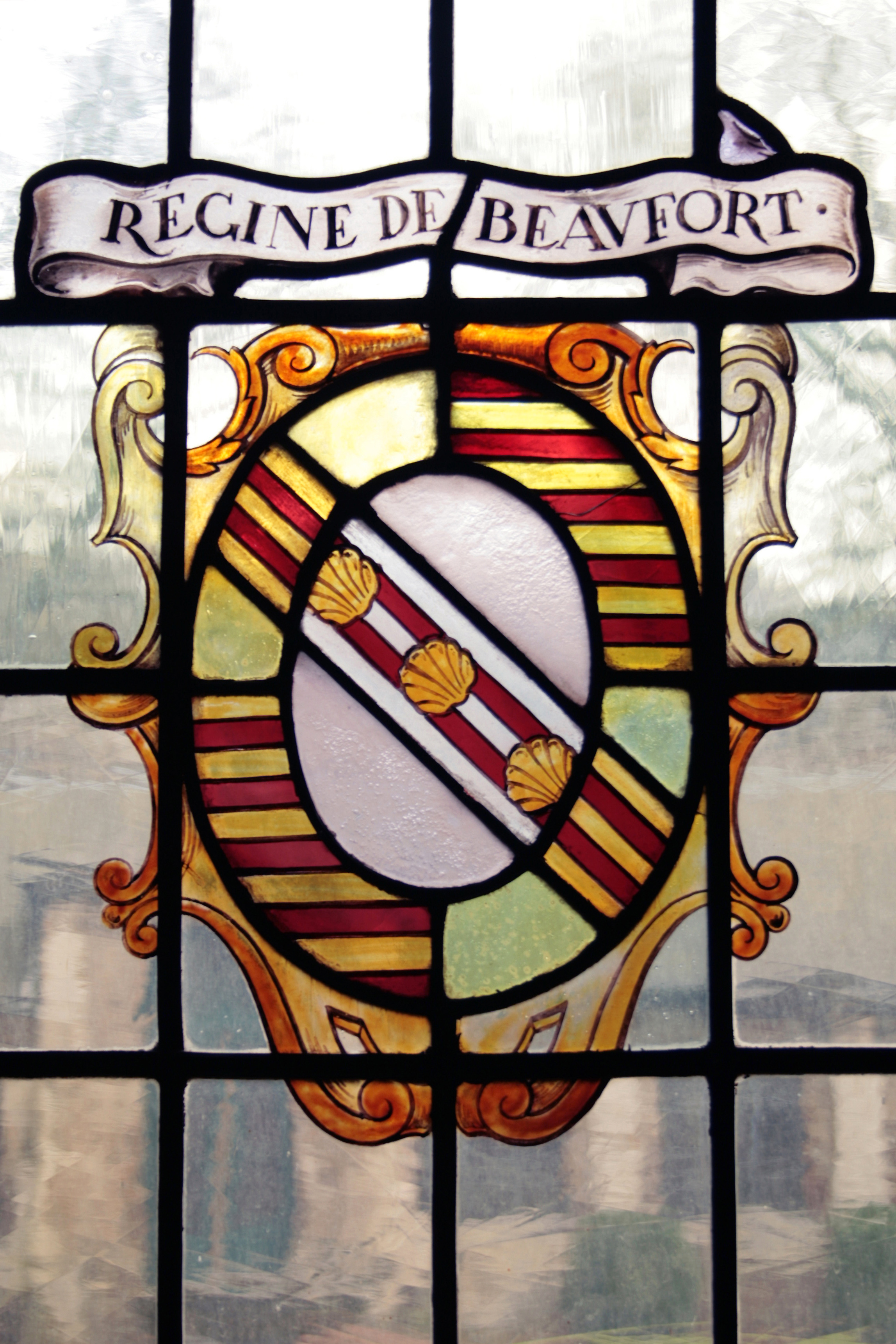

Один із центрів європейського вітражного мистецтва — Фландрія (Південні Нідерланди). Вітражі із Фландрії не такі віртуозні, як твори майстрів Франції XII ст. Майстри виготовляли вітражі, маючи в репертуарі лише два кольори — чорний та жовтий. Третім кольором мимоволі був прозорий, тобто нічим не пофарбоване скло, що збільшувало освітлення напівтемних тодішніх інтер'єрів. Бідну кольорову гаму визнавали і самі майстри. Тому майстерно доповнювали зображення мальованими деталями одягу, прикрас, капелюхів та облич або подробиць гербів. Навіть ці вітражі, що не вражали багатобарвністю, дорого коштували і були однією зі статей національного експорту. Особливо поціновували фламандські вітражі у Британії, де до XXI ст. збережені їх старовинні зразки як в історичних провінційних церквах, так і в приватних зібраннях.
У XVI ст. віднайшли техніку емалювання. Це збагатило кольорові гамми фламандських майстрів.

### Відродження

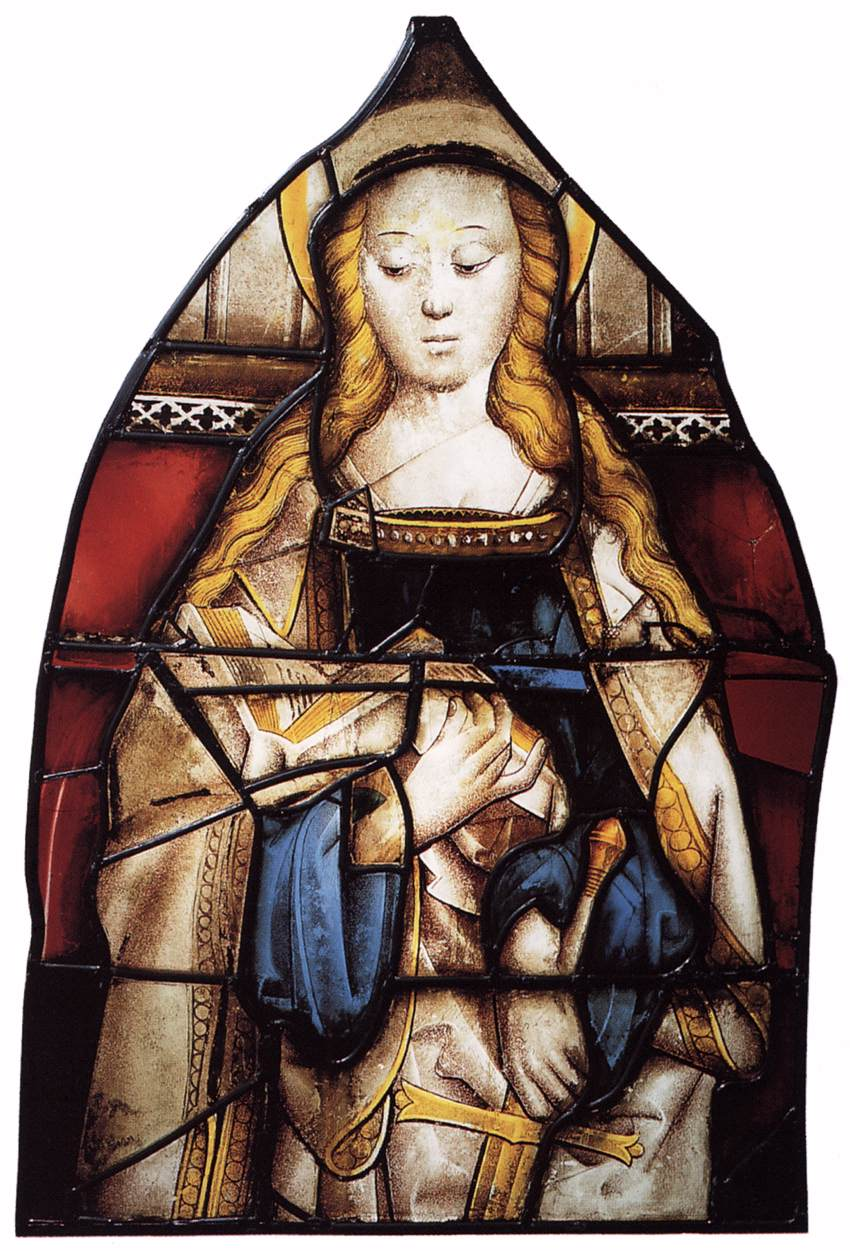
Св. Катерина Александрійська. Вітраж з півночі Нідерландів. 1475 р.

Вітражі не зникають в добу відродження. Але поступаються місцем (через значні витрати та велику трудомісткість) скульптурі та рельєфам, живопису монументальному та станковій картині. Сам вітраж мимоволі наближають до станкової картини, що не позначилося добре на характерних особливостях галузі. До створення вітражів залучаються видатні художники, що виконують як станкові картини, так і картони для вітражів, але галузь потроху занепадає. Картони для вітражів створювали
- Паоло Учелло — для собору Санта Марія дель Фйоре, Флоренція
- Альбрехт Дюрер — для церкви Св. Зебальда, Нюрнберг
- Арчімбольдо — для собору в Мілані
- Даніель Ліндтмейер, що працював у кантоні Цюрих, Швейцарія

### XIX століття
Період занепаду потроху змінився на пожвавлення цікавості до вітражів лише в XIX столітті. Але були втрачені як значні витвори середньовіччя (побиті камінням вітражі у Франції в роки революції 1789—1793), так і втрачені середньовічні секрети та технології їх створення. Майстри Західної Європи працюють над відновленням призабутих технологій та відкривають нові (нові рецепти варки скла, його забарвлення, використання міді замість свинцю в перетинках тощо). У Європі, наприклад, виготовленням вітражів займалась «Майстерня живопису на склі» при Королівській мануфактурі порцеляни в місті Мюнхен, але попит на вітражі зростав і не удовольнявся.
Виникають навіть дешеві замінники вітражів — розпис прозорого скла олійними фарбами без фіксації, наклеювання прозорого паперу з кольоровими малюнками на скло.
Особливістю використання вітражів у XIX ст. стало їх використання не тільки в соборах. У добу еклектики вітражами прикрашають палаци старої та нової економічної еліти, новітні громадські заклади — банки (палаци для грошей), залізничні вокзали, виставкові павільйони.
Вітражі XIX століття дуже наближені до сучасного їм живопису і цікавіші зразки виникають лише під час копіювання стародавніх зразків чи у стилізаторів. Серед видатних стилізаторів доби — творче об'єднання прерафаелітів в Англії

### Прерафаеліти

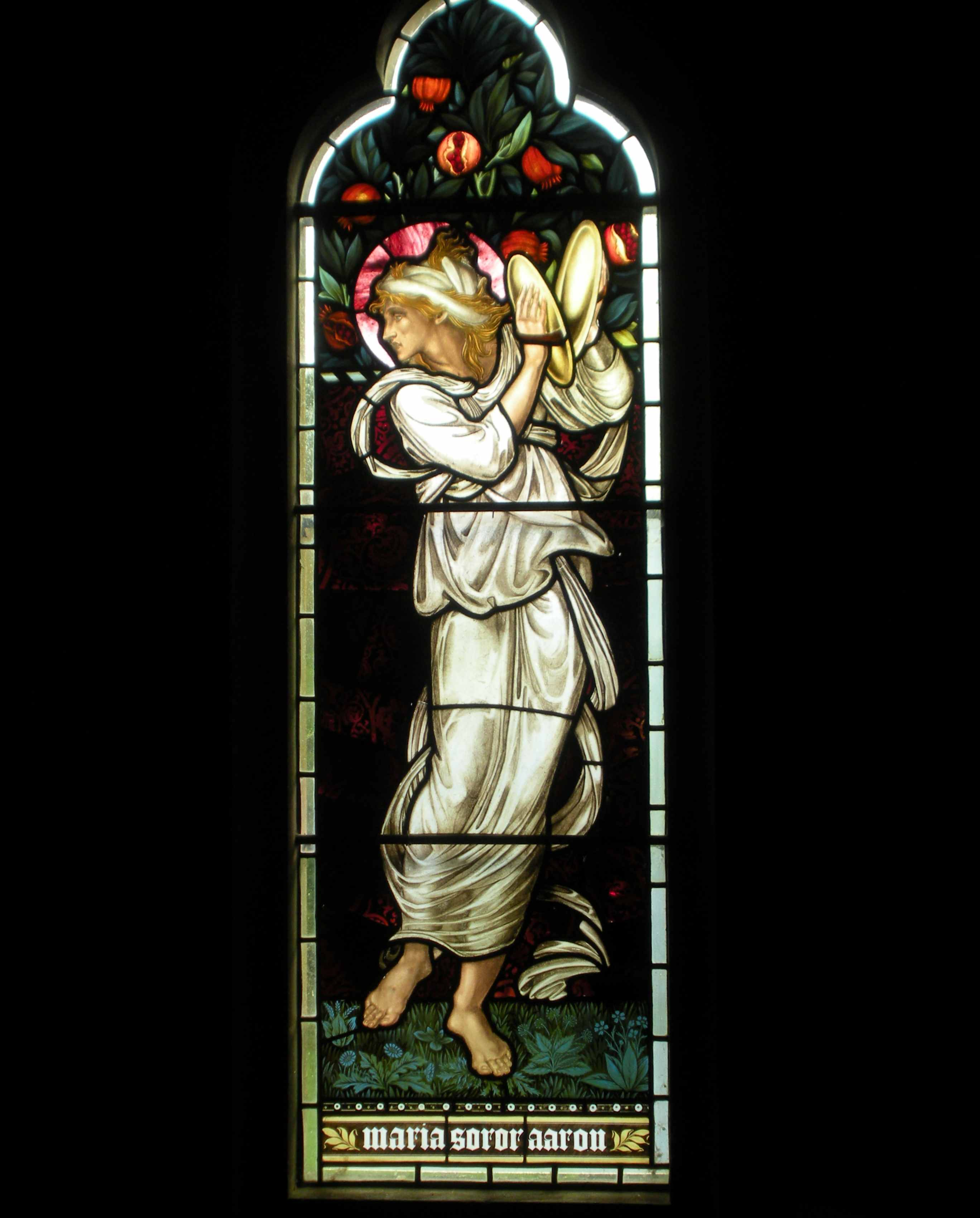
Марія, вітраж Едварда Берн-Джонса, 1872 р.

Представники об'єднання проголосили авторитетами для себе художників дорафаелевої доби. Це був і протест проти помертвілого академізму, що вважав твори Рафаеля Санті зразками, і переоцінка усталених мистецьких цінностей. Прерафаеліти логічно звернулись до творів перехідної доби від середньовіччя до відродження, а потім і до творів середньовіччя. Тому звертались до стилізаторського відновлення середньовічної та ренесансної книжкової мініатюри, до картин біблійної тематики, до створення картонів для аррасів, картонів до вітражів. Особливо вдалі зразки створив Едвард Берн-Джонс (1833—1898).
Вітражі за його картонами вдало обігрують декоративні якості рослин, написів готичним шрифтом, умовний одяг біблійних персонажів з довгими зморшками, яскраві чи тьмяні кольори (вітражі «Адам», «Христос — добрий пастир», «Благовіщення», «Поклоніння волхвів»).

### Модерн (сецесія)
Особливе місце в мистецтві вітраж посів у добу стилю модерн (сецесія). Накопичений досвід та удосконалення технологій створення вітражів дали недовгий, але розквіт вітражних технік. В добу модерн нарешті пройшла відмова від копіювання живопису, а виникають власні композиції з урахуванням вітражної специфіки. Серед міст, де збереглися значні колекції вітражів доби модерн як столиці (Відень, Санкт Петербург, Париж, Лондон), так і нові центри (Львів в Україні, Барселона в Іспанії, Манаус у Бразилії, Москва в Росії тощо). Картони для вітражів творили
- Антоніо Гауді в Барселоні
- Грассе у Франції
- Чарльз Ренні Макінтош у Глазго, Шотландія
- Федір Шехтель у Москві
- Тіффані Луїс Комфорт у США

### Технологія Тіффані
Відомий дизайнер Тіффані вдосконалював як виробництво самого скла, так і технологію виготовлення вітражів. Власник скляного заводу, він створив нові різновиди скла з кольоровими гамами. Подібне скло не потребувало додаткового оброблення поверхні і після нарізання за лекалами зразу можна починати формувати майбутній вітраж. Замість свинцю Тіффані використовував перетинки з міді, а викладений малюнок фіксували олов'яними пайками. Почалося виготовлення вітражних абажурів для електричних ламп, де вітраж вироблено на хвилястій чи дугоподібній поверхні. Вітражні абажури Тіффані були дуже популярні, хоча не були головною продукцією дизайнера, стали предметом копіювання іншими виробниками.
Пласкі вітражі Тіффані зазвичай мали рослинний характер і декоративне призначення.

### XX століття
Перша світова війна та трагічні події початку XX століття спонукали зникнення стилю модерн та призупинення створення вітражів. Але експерименти з технологіями та новими матеріалами не припинилися. Торкнулося це і створення вітражів. У XX столітті новий етап розвитку мав як вітраж сакральний, присвячений церкві, так і світський, нецерковний. У XX столітті вітраж увібрав усю бурхливу стилістику доби від умовного реалізму географічних карт до абстракціонізму, від вибуху фарб до стилістики синьо-білого без використання інших кольорів.

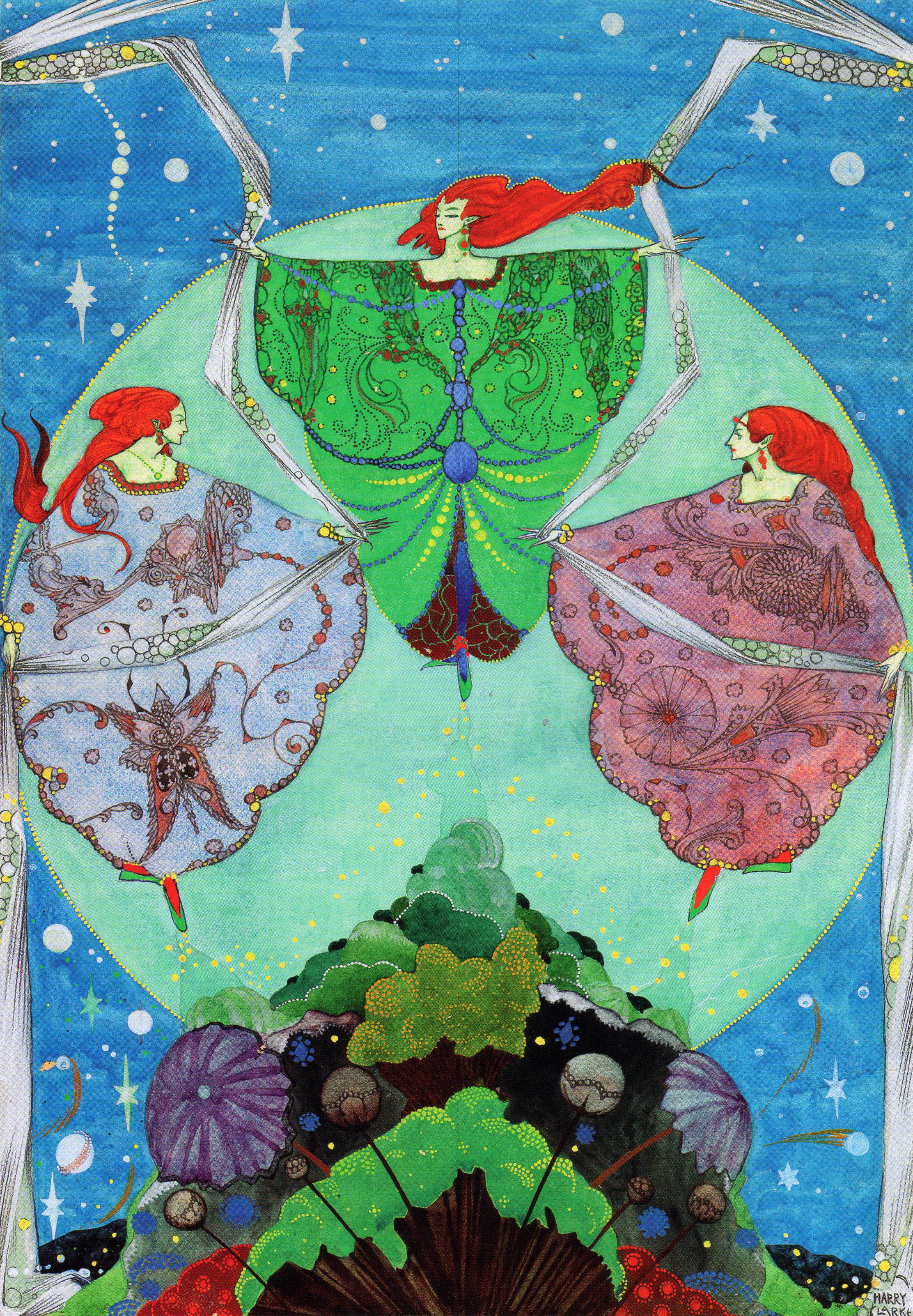
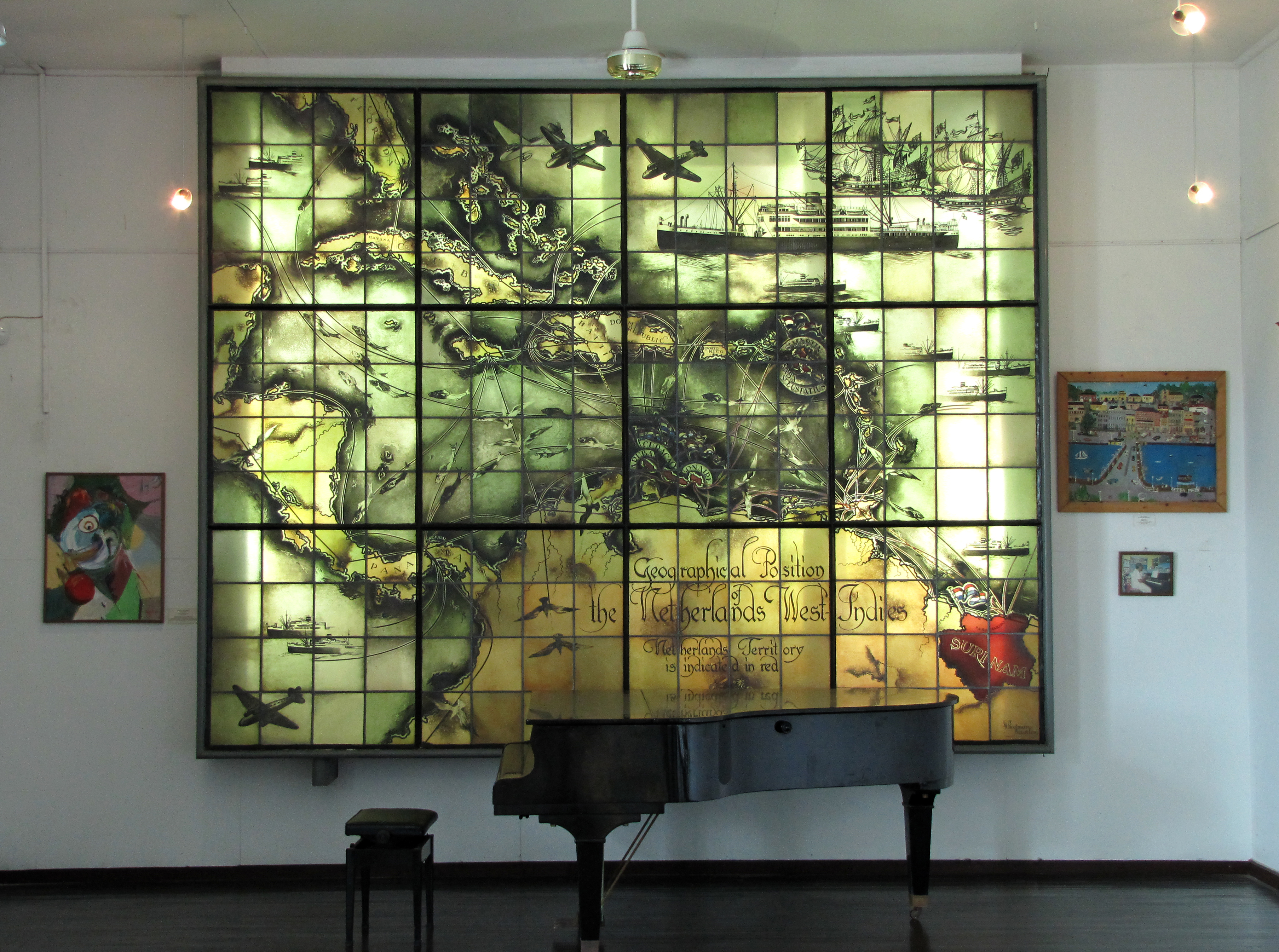
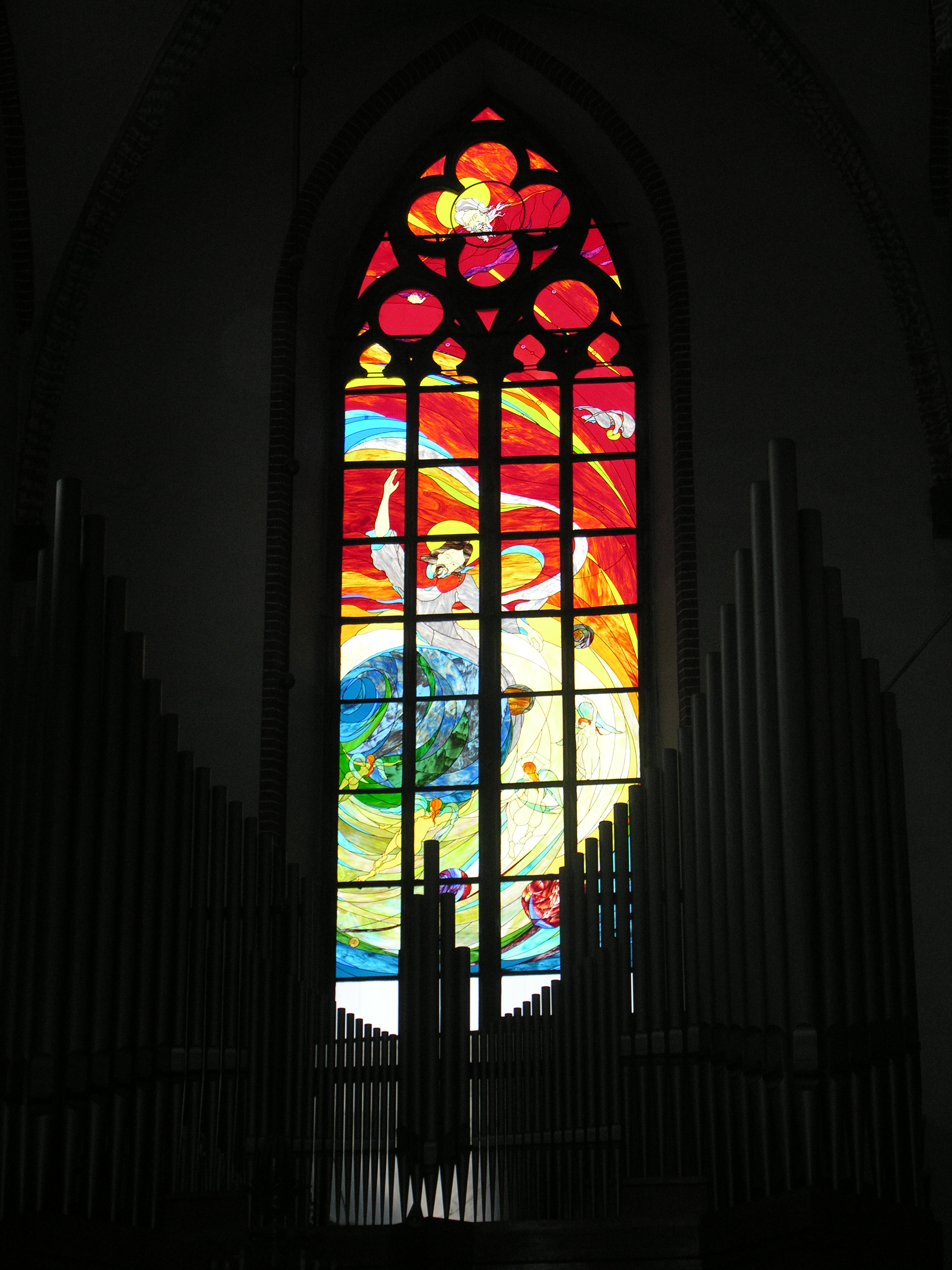
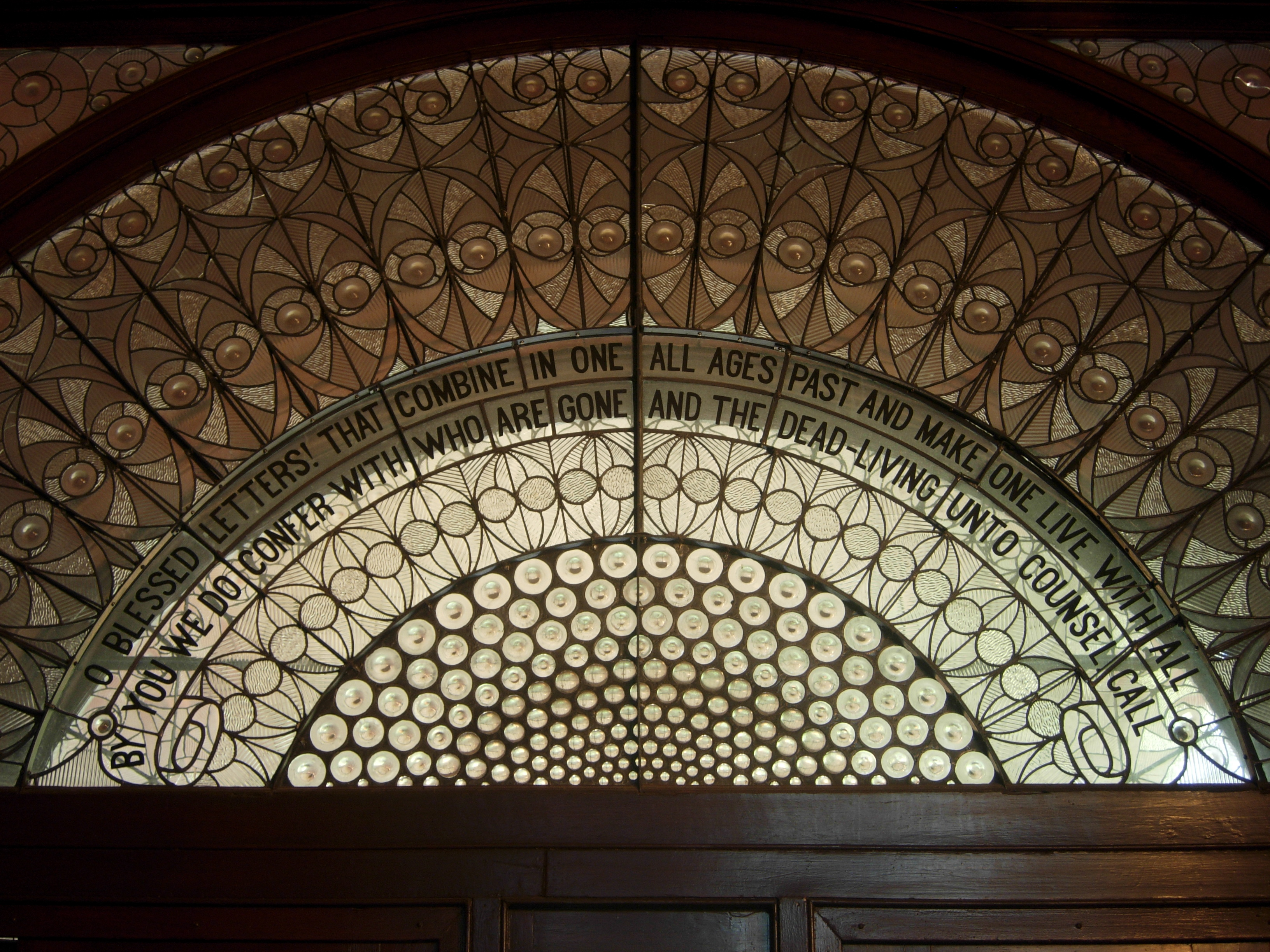

Варто відмітити, що техніка «Тіффані» з'явилася відносно нещодавно в Україні — у кінці 80-х, на початку 90-х років. Але багато наших художників знали про її існування і намагалися її застосовувати у своїх роботах раніше, або робити імітації вітражів фарбами. Основна проблема була в тому, що у нас не вироблялась мідна самоклеюча фольга і якісне художнє скло.

### Цікаві факти

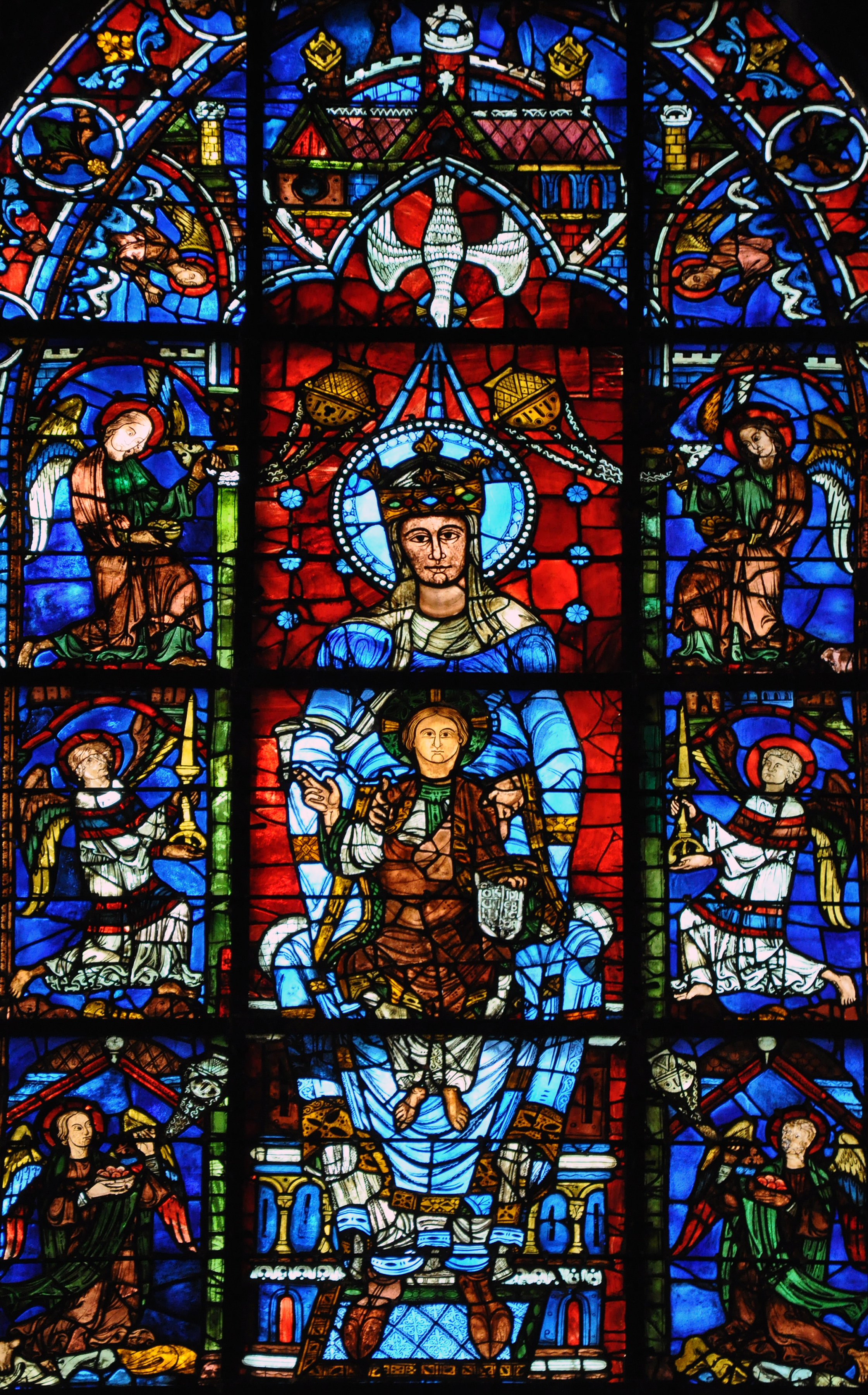
Фрагмент вітражу «Богородиця з прекрасного скла», Кафедральний собор Богоматері (Шартр)

- Вітражний орнамент в стародавньому англійському монастирі св. Павла датують 686 роком нашої ери. Це — один з перших випадково збережених вітражів Західної Європи. Його виконали з неоднорідного, непрозорого скла з додатками тонких, напівпрозорих кам'яних пластин.
- Загальна площа вітражів, випадково збережених у Кафедральному соборі Богоматері (Шартр), Франція, на початок XXI ст. становить близько 2000 м². Це понад 150 соборних вікон, найдавніший вітраж собору — XII століття.
- Серед найдавніших вітражів на теренах України — фрагмент вітражу XIII століття з Франції з зображенням Апостола Павла (Музей мистецтв імені Богдана та Варвари Ханенків, Київ).
- Зменшення ціни на створення вітражів зробило їх доступнішими небагатим верствам населення. Одне вітражне вікно собі дозволив письменник Чехов Антон Павлович в садибі Мелєхово.
- Серед митців, що зверталися до створення вітражів наприкінці XIX століття — художник Михайло Врубель.
- Найбільші за розмірами вітражі у XX столітті створені в Австралії.

## Галерея

Єпископ мученик Йон Арасон
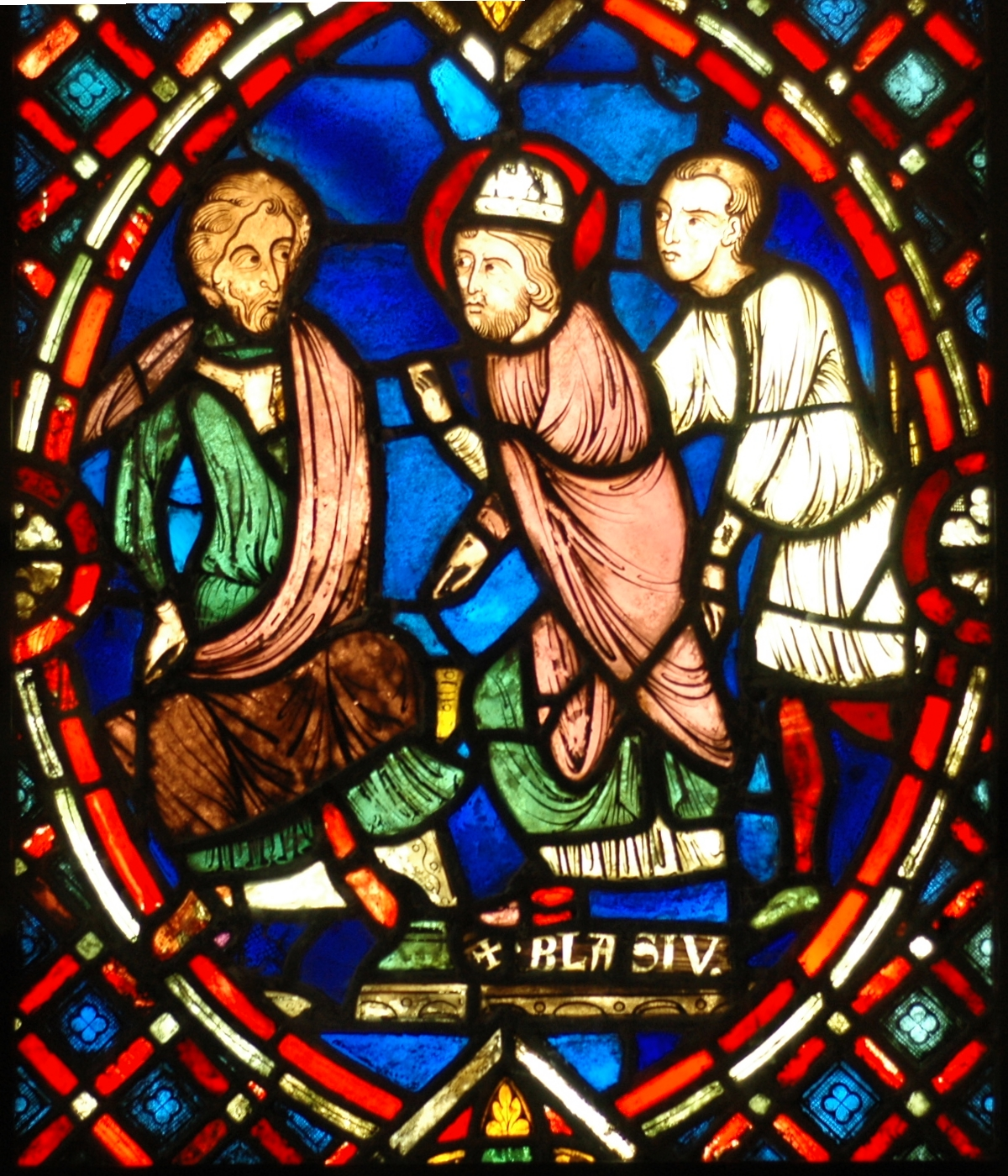
Фрагмент вітражного вікна
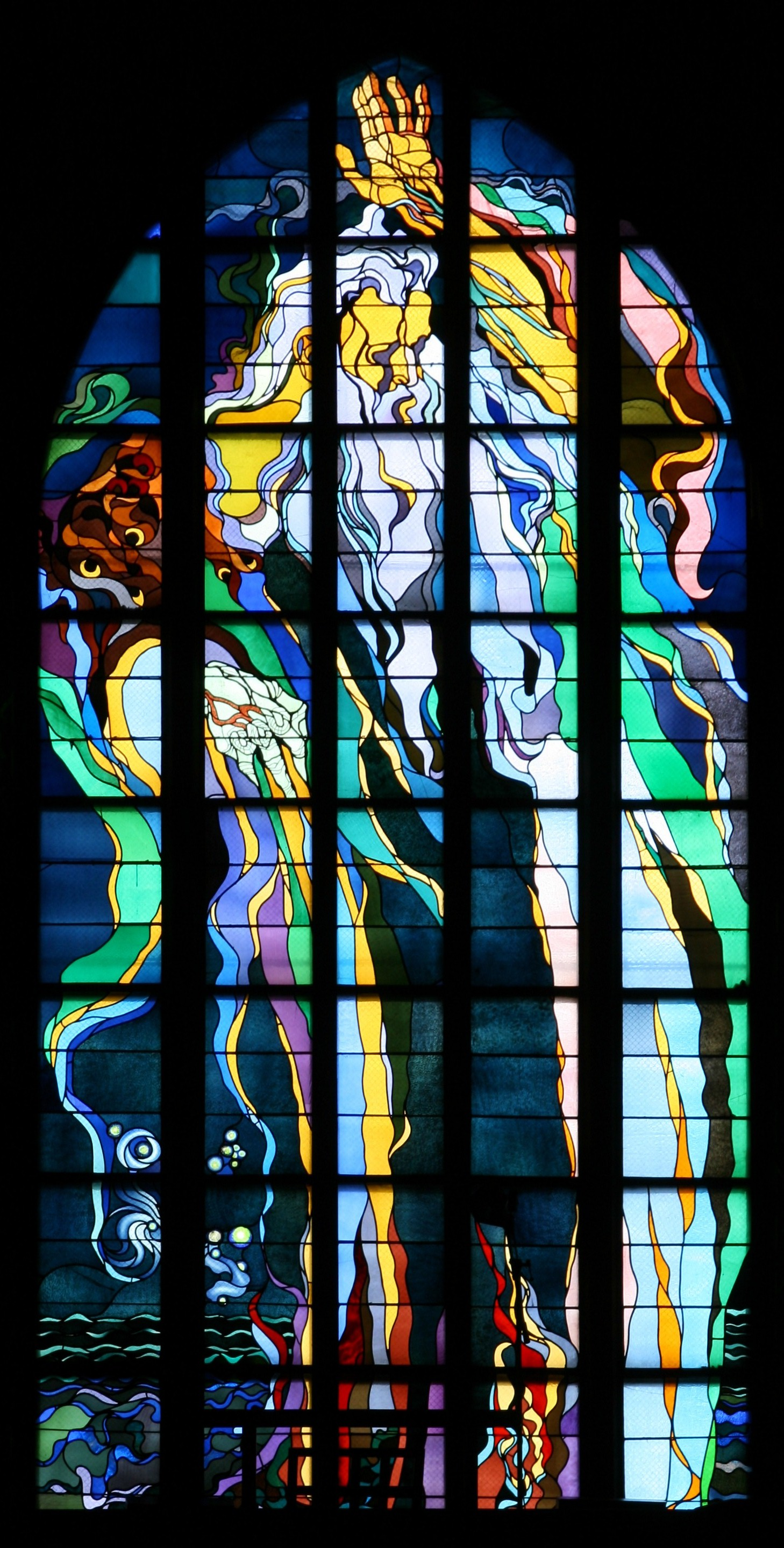
«Бог Творець». Вітраж роботи Станіслава Виспянського в костелі Святого Франциска (Краків, Польща)
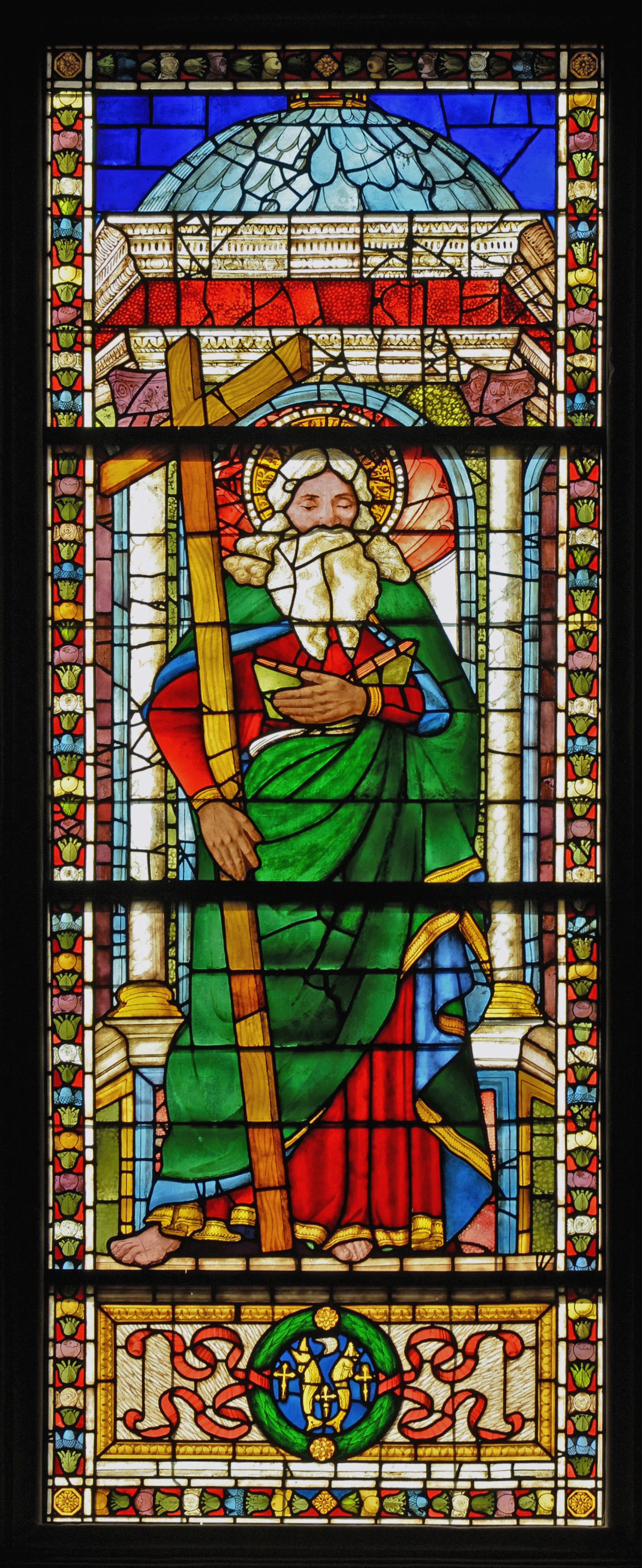
Вітраж зі Св. Андрієм в Капелі Пацці церкви Санта-Кроче (Флоренція, Італія)
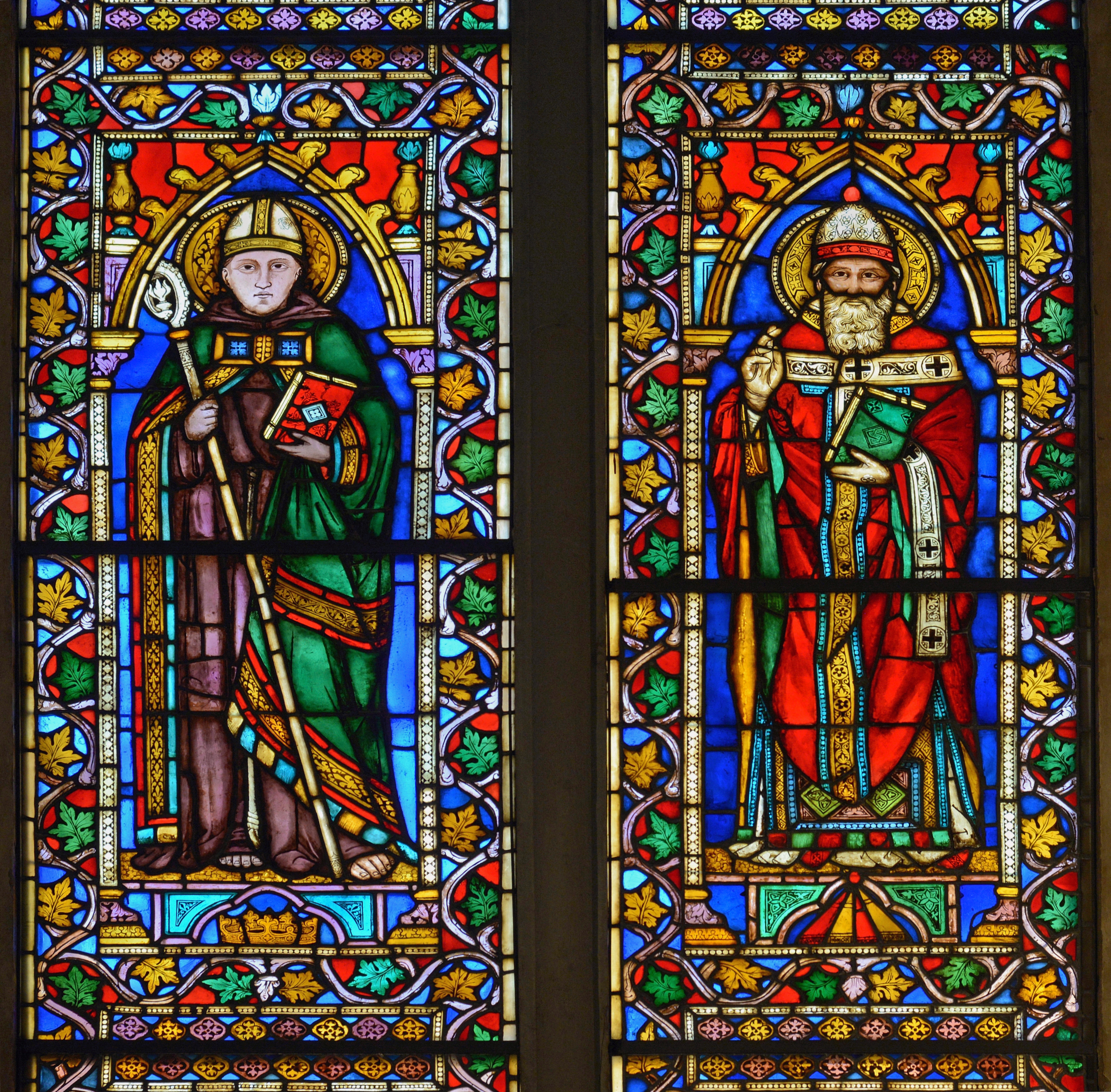
Центральна частина вітражу Таддео Гадді в Капелі Барончеллі церкви Санта-Кроче (Флоренція, Італія)
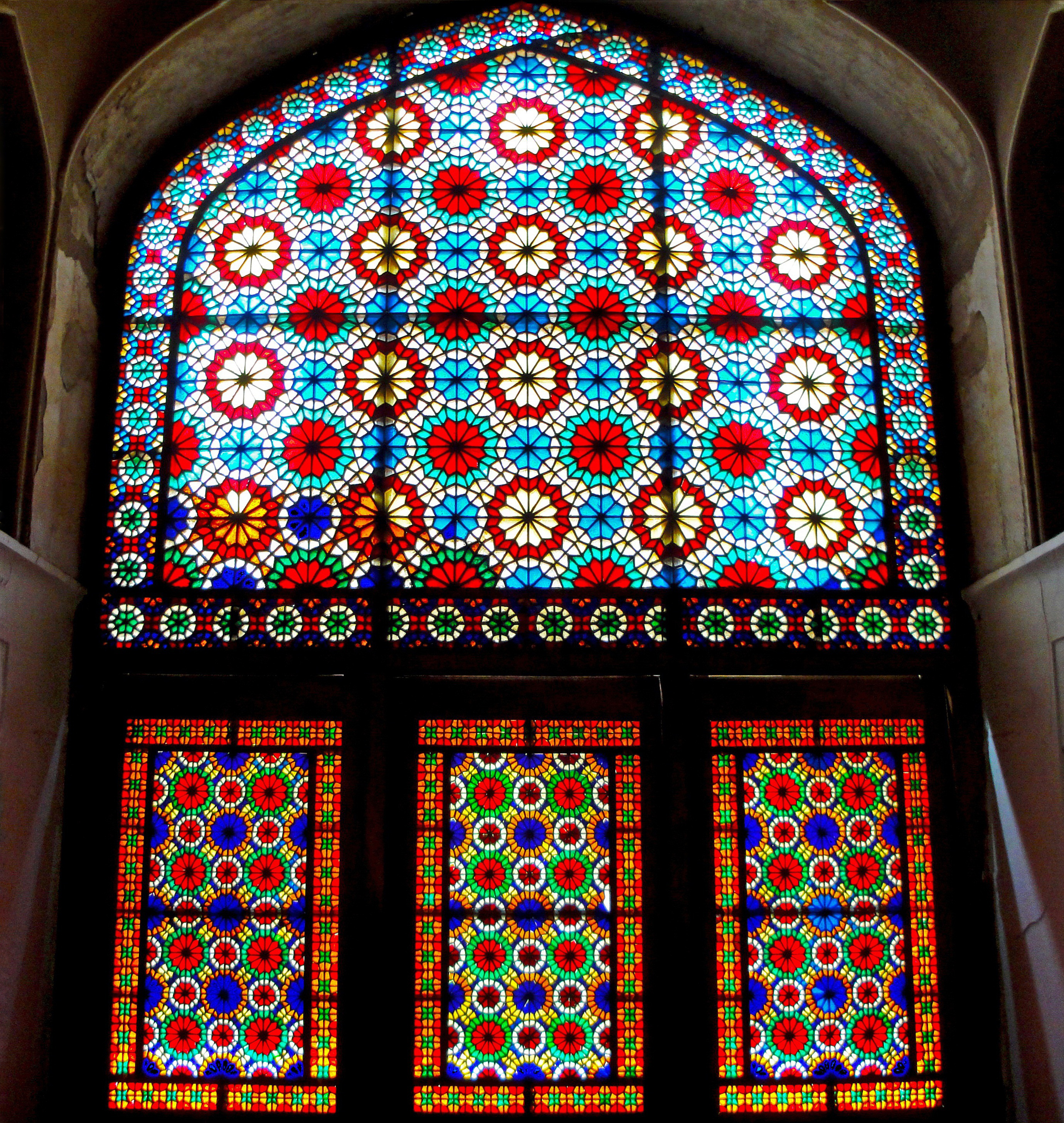
Вітраж у саду Довлат-Абад в Язді, Іран
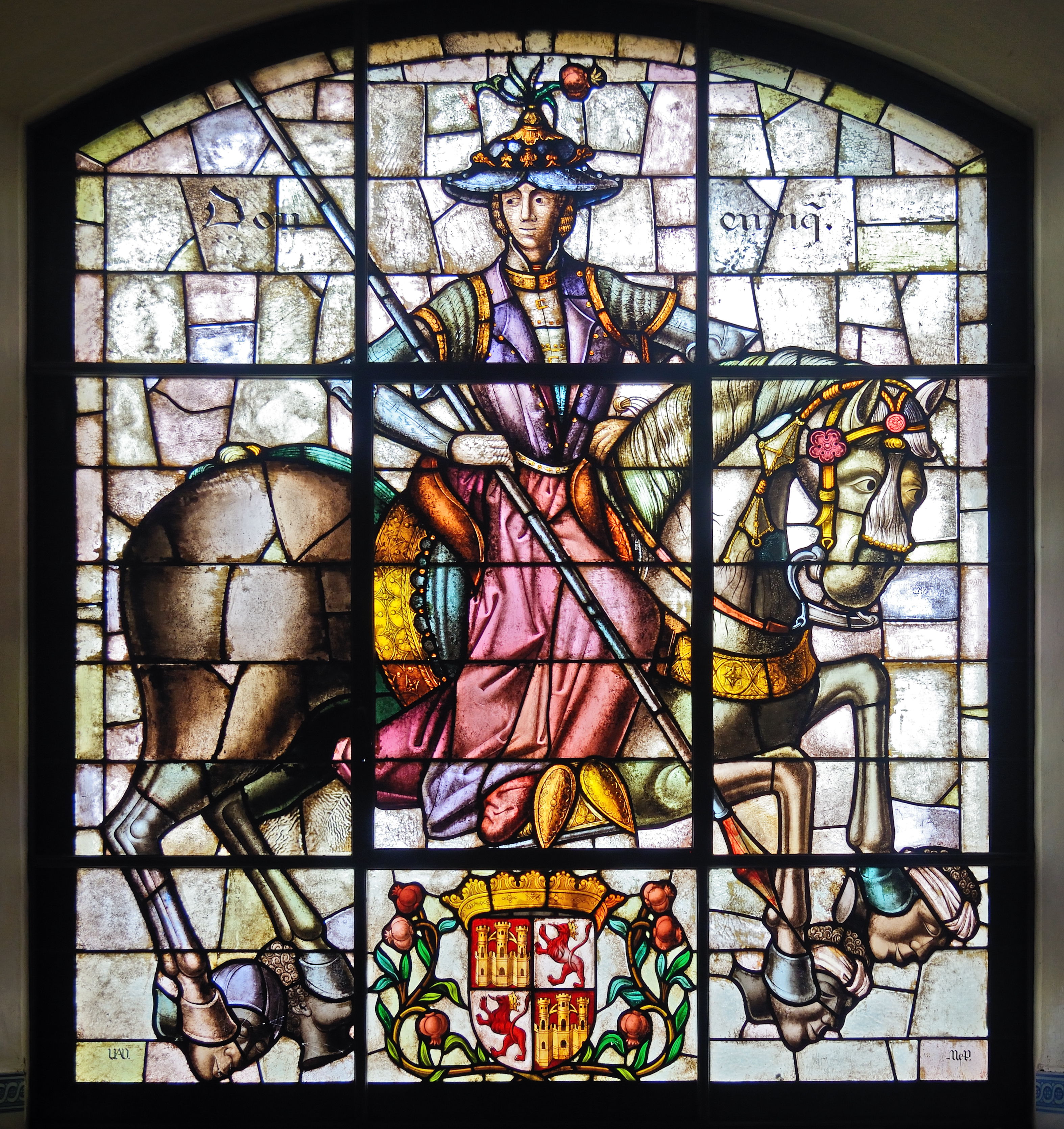
Зображення короля Енріке IV Кастільського в Алькасарі (Сеговія, Іспанія).
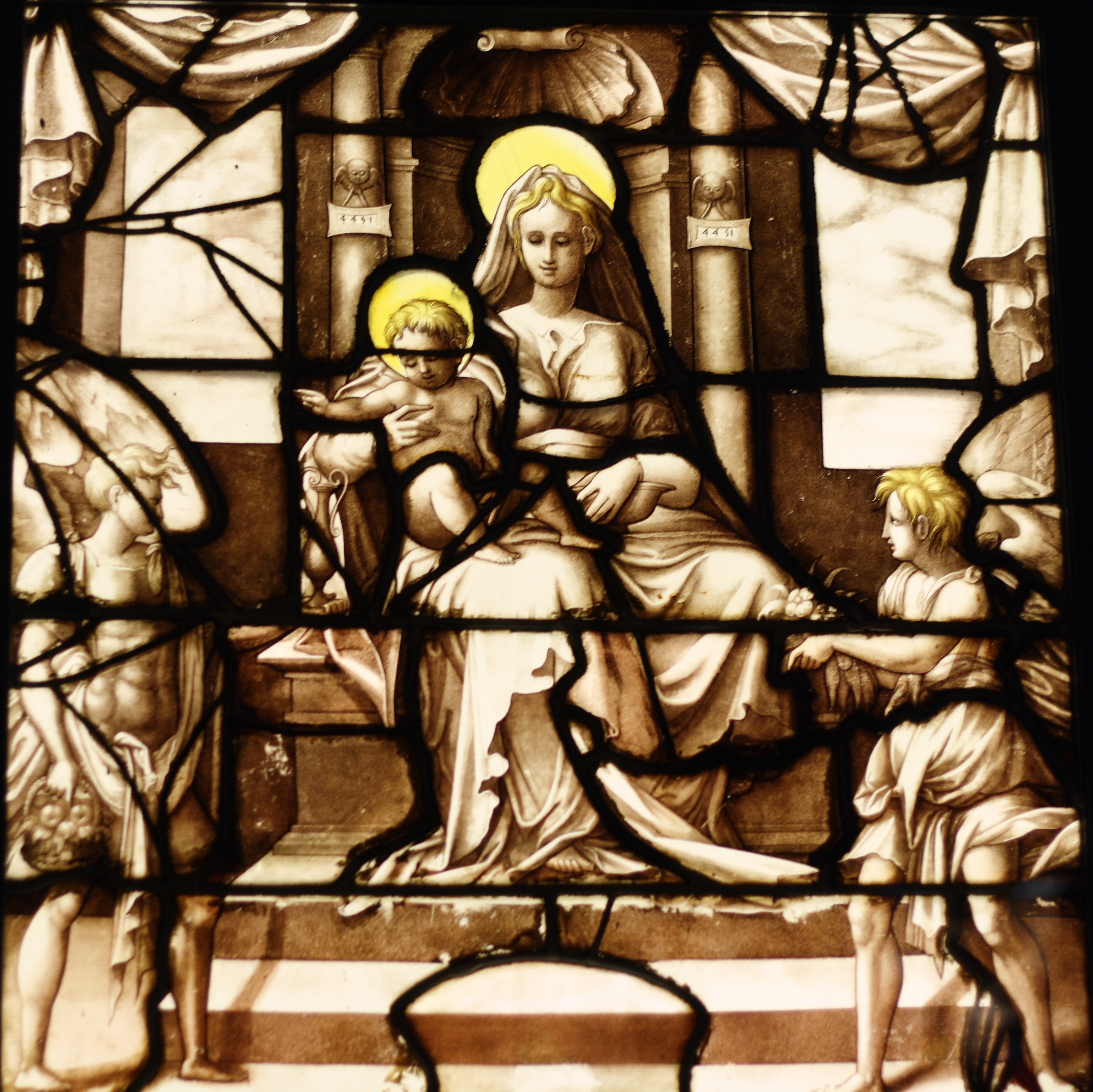
«Мадонна з немовлям і янголами», 1544 рік, Національний музей ренесансу, Екуан.
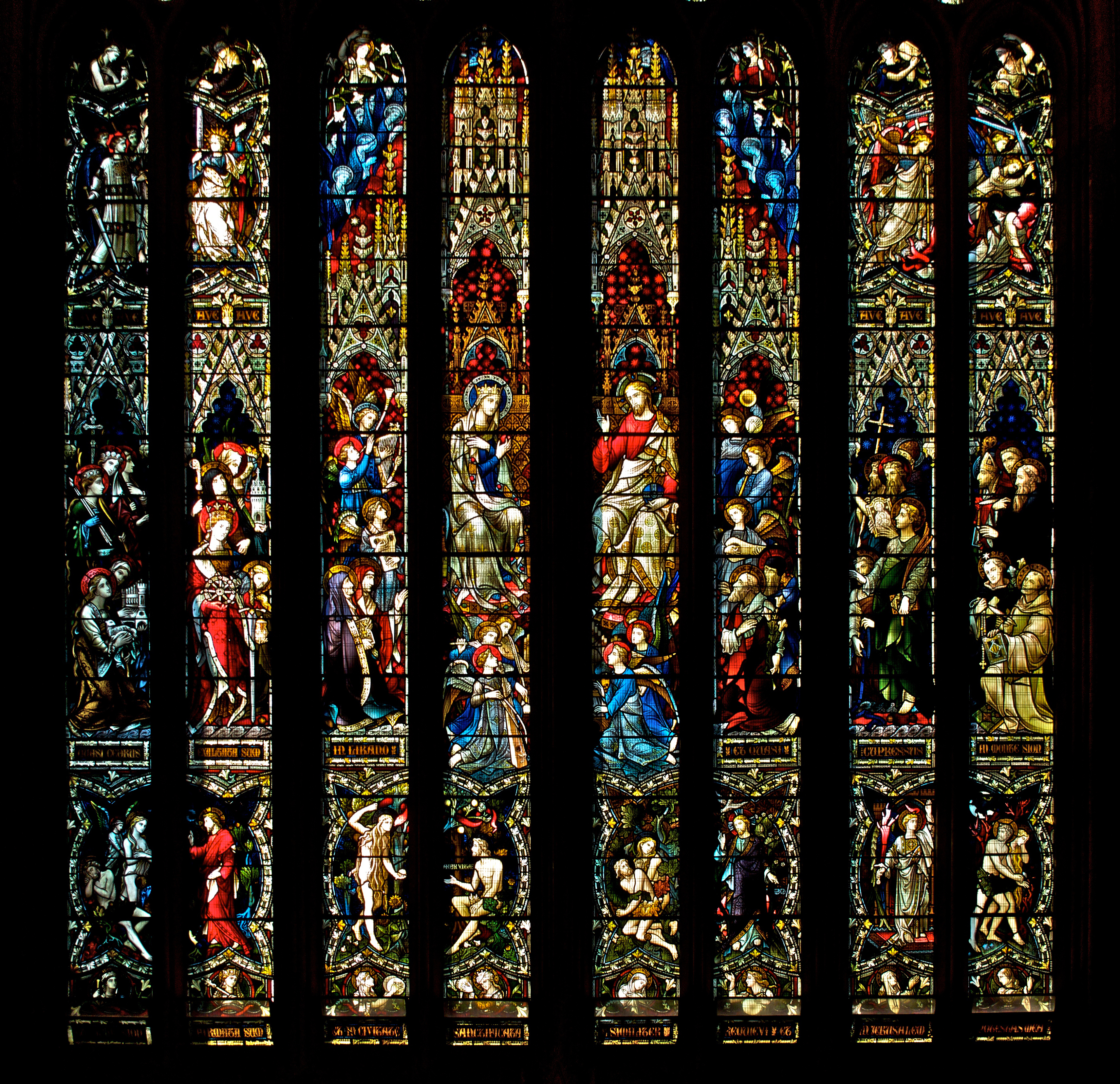
Вітраж у Соборі Сент-Мері (Сідней, Австралія).
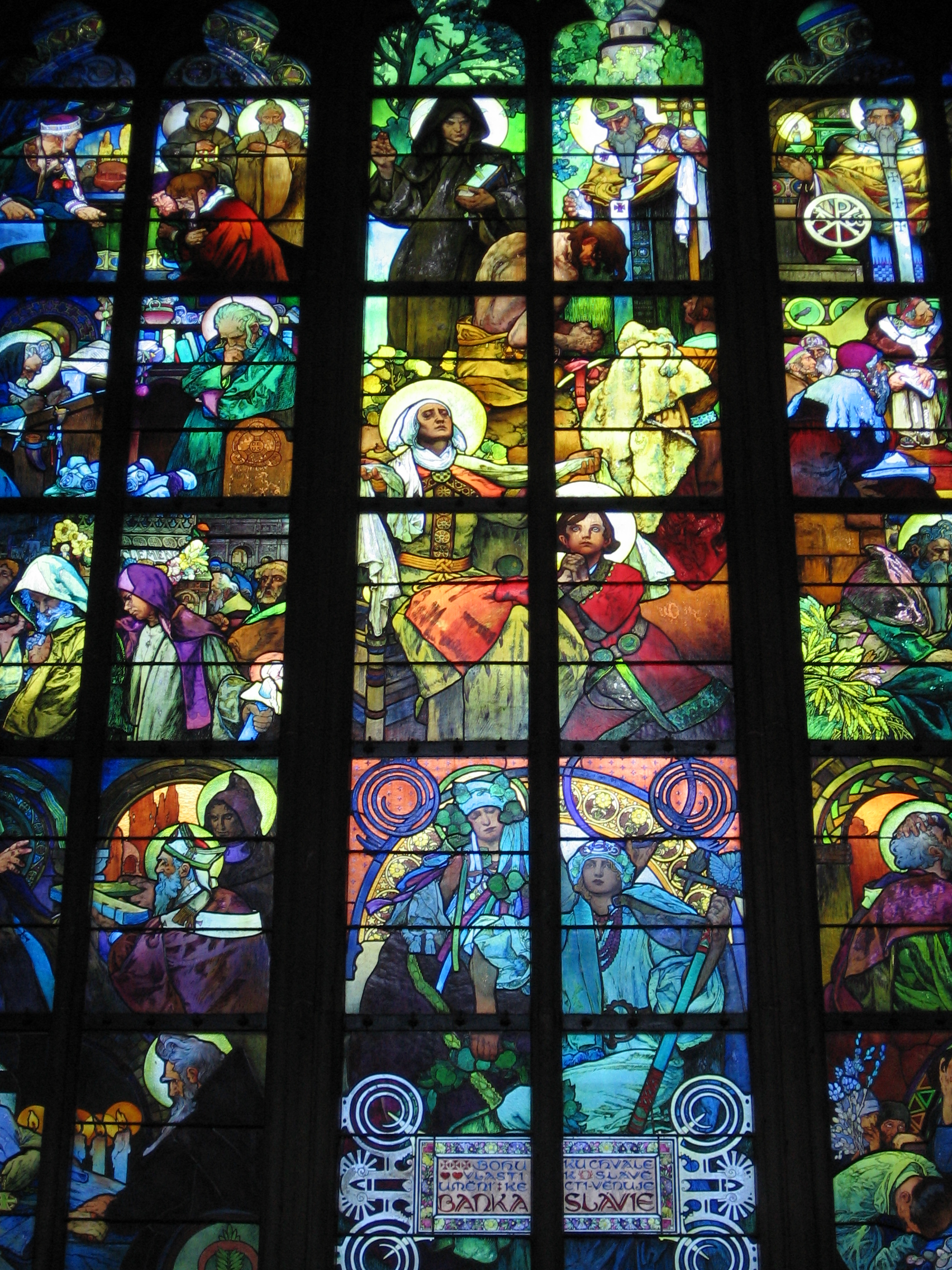
Вітраж роботи Альфонса Мухи в Празькому соборі Святого Віта (1930)